# ماهی نظافت‌چی

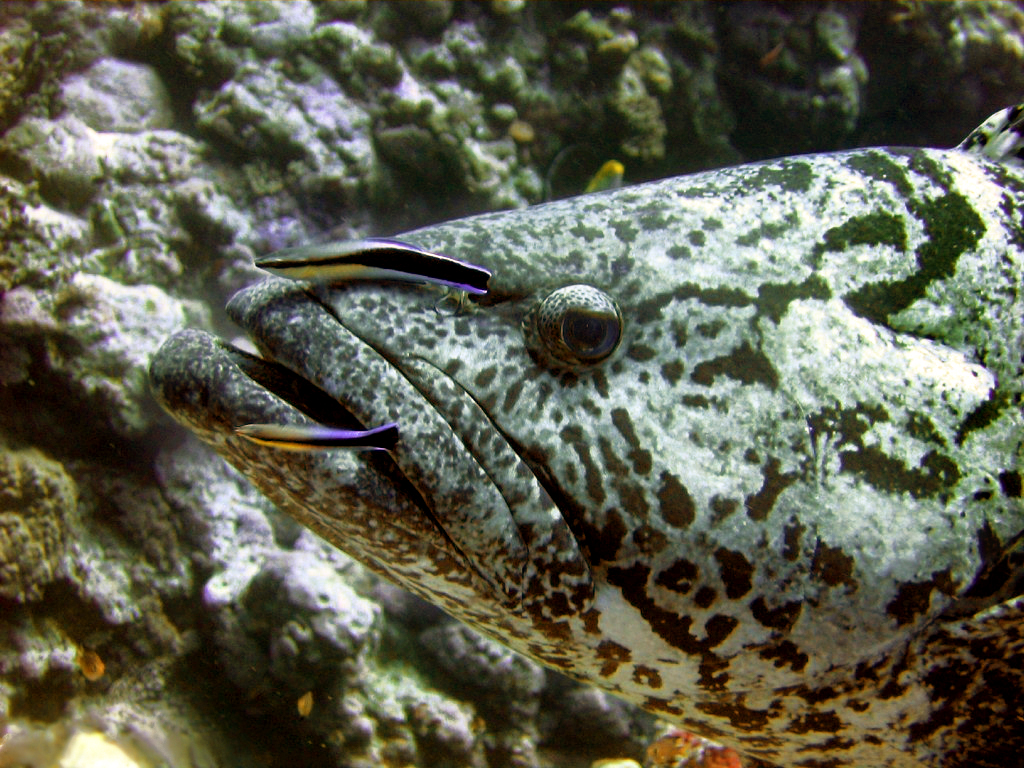
Two bluestreak cleaner wrasses removing dead skin and external parasites from a potato grouper

ماهی نظافت‌چی یا ماهی پاکیزه‌گر (انگلیسی: Cleaner fish) اصطلاح عامیانهٔ رایجی برای گونه‌ای از ماهی‌ها است؛ گونه‌ای که به‌عنوان یک استراتژی تغذیه٬ با ارائهٔ خدمات به گونه‌های دیگر که «مشتری» نامیده می‌شوند، با برداشتن قسمت‌های مردهٔ پوست، انگل‌های خارجی و بافت‌های آلوده از سطح یا اتاقک‌های آبشش، تخصص ویژه‌ای را از خود نشان می‌دهند. این مثال از همزیستی پاکسازی نشان دهندهٔ رفتار همزیستی دوسویه است، یک تعامل زیست‌محیطی که به نفع هر دو طرف درگیر است. با این حال، ماهی نظافت‌چی ممکن است مخاط یا بافت زنده را هم مصرف کند، بنابراین نوعی انگل به نام تقلب ایجاد می‌کند. مشتری‌ها معمولاً حیوانات و ماهی‌های گونه‌های متفاوتی هستند، اما می‌توانند خزندگان آبزی (لاک‌پشت‌های دریایی و ایگوانای دریایی)، پستانداران (گاو دریایی و نهنگ‌ها)، یا اختاپوس باشند. طیف گسترده‌ای از ماهی‌ها از جمله راس، سیکلیدها، گربه‌ماهی‌ها، لوله‌ماهی‌ها، کلوخه‌ها و گوبی‌ها رفتارهای پاک‌کنندگی را در سرتاسر جهان در آب‌های شیرین، شور و دریایی نشان می‌دهند.